# Sean Klaiber
Sean Klaiber (Nieuwegein, Países Bajos, 31 de julio de 1994) es un futbolista surinamés que juega como defensa para el Brøndby IF de la Superliga de Dinamarca.

## Selección nacional
El 12 de julio de 2021 debutó con la selección de Surinam en un partido de la fase de grupos de la Copa Oro ante Jamaica que perdieron por dos a cero.

## Clubes
| Club                     | País         | Año       |
| ------------------------ | ------------ | --------- |
| F. C. Utrecht            | Países Bajos | 2013-2020 |
| F. C. Dordrecht (cedido) | Países Bajos | 2015-2016 |
| Ajax de Ámsterdam        | Países Bajos | 2020-2022 |
| F. C. Utrecht            | Países Bajos | 2022-2023 |
| Brøndby IF               | Dinamarca    | 2023-     |

## Palmarés

### Títulos nacionales
| Título                   | Club              | País         | Año  |
| ------------------------ | ----------------- | ------------ | ---- |
| Copa de los Países Bajos | Ajax de Ámsterdam | Países Bajos | 2021 |
| Eredivisie               | Ajax de Ámsterdam | Países Bajos | 2021 |
| Eredivisie               | Ajax de Ámsterdam | Países Bajos | 2022 |